# 費沁源
費 沁源（フェイ・チンユエン、2001年3月20日 - ）は、中国のアイドル。上海出身。上海絲芭文化傳媒有限公司所属。女性アイドルグループSNH48のメンバーである。

## 来歴
2015年
- 7月25日に5期生に選ばれた。
- 12月4日にデビューした。

## 人物
- アーチェリーやウクレレを嗜む[1]。